# ناثان أونه
ناثان أونه (بالإنجليزية: Nathan Aune)‏ هو لاعب كرة قدم أمريكي في مركز الدفاع، ولد في 27 أكتوبر 1996 في إيفرت في الولايات المتحدة. لعب مع سياتل ساوندرز ونادي رينو 1868.